# Works for Rhodes Piano & Strings
Zygmunt Krauze, Sławomir Kupczak, Aleksander Nowak, Marcin Stańczyk: Works for Rhodes Piano & Strings – album muzyki współczesnej różnych kompozytorów (Zygmunt Krauze, Sławomir Kupczak, Aleksander Nowak, Marcin Stańczyk) w wykonaniu pianisty Piotra Orzechowskiego i orkiestry Aukso pod dyrekcją Marka Mosia. Został wydany 22 listopada 2019 w serii «Sounds» przez Polskie Wydawnictwo Muzyczne (nr kat. 70016010) / Anaklasis (nr kat. ANA 001). Nominacja do Fryderyka 2020 w kategorii Album Roku Muzyka Współczesna.

## Lista utworów
| Works for Rhodes Piano & Strings – 2019 | Works for Rhodes Piano & Strings – 2019                                                                                                   | Works for Rhodes Piano & Strings – 2019 | Works for Rhodes Piano & Strings – 2019 |
| Nr                                      | Tytuł utworu | Muzyka                                  | Długość                                 |
| --------------------------------------- | --- | --------------------------------------- | --------------------------------------- |
| 1.                                      | „Naninana for Amplified Keyboard Instrument and String Orchestra” (Ninanana na aplifikowany instrument klawiszowy i orkiestrę smyczkową)  | Aleksander Nowak                        | 10:20                                   |
| 2.                                      | „Fullness for Rhodes Piano, String Orchestra and Electronics : I” (Pełnia na fortepian Rhodesa, orkiestrę smyczkową i elektronikę: I)     | Sławomir Kupczak                        | 6:02                                    |
| 3.                                      | „Fullness for Rhodes Piano, String Orchestra and Electronics : II” (Pełnia na fortepian Rhodesa, orkiestrę smyczkową i elektronikę: II)   | Sławomir Kupczak                        | 1:56                                    |
| 4.                                      | „Fullness for Rhodes Piano, String Orchestra and Electronics : III” (Pełnia na fortepian Rhodesa, orkiestrę smyczkową i elektronikę: III) | Sławomir Kupczak                        | 1:58                                    |
| 5.                                      | „Fullness for Rhodes Piano, String Orchestra and Electronics : IV” (Pełnia na fortepian Rhodesa, orkiestrę smyczkową i elektronikę: IV)   | Sławomir Kupczak                        | 6:56                                    |
| 6.                                      | „A Due for Rhodes Piano and String Orchestra” (A due na Fender Rhodes i orkiestrę smyczkową)                                              | Marcin Stańczyk                         | 19:22                                   |
| 7.                                      | „Rondo for Rhodes Piano and String Orchestra” (Rondo na Fender Rhodes i orkiestrę smyczkową)                                              | Zygmunt Krauze                          | 12:12                                   |
|                                         | |                                         | 58:46                                   |

## Wykonawcy
- Piotr Orzechowski ‘Pianohooligan’ – fortepian elektryczny Rhodesa
- Aukso – Orkiestra Kameralna Miasta Tychy
- Marek Moś – dyrygent